# صنایع کشتی‌سازی سئارا
صنایع کشتی‌سازی سئارا (به پرتغالی: Indústria Naval do Ceará) یک شرکت کشتی‌سازی در فورتالزا، سئارا، برزیل است. این شرکت در سال ۱۹۶۸ توسط گیل بزاریرا به عنوان یک کارخانه کشتی‌سازی خصوصی شروع به فعالیت در زمینه ساخت شناورهای پژوهشی، ماهیگیری، یات و کشتی جنگی کرد. کشتی‌سازی سئارا نخستین شرکت ضدآب‌سازی بدنه کشتی با تولید از جنس آلومینیوم در برزیل بود. این شرکت بیش از ۱٬۰۰۰ شناور مختلف را ساخته، تبدیل و یا تعمیر کرده است. شرکت بر روی طراحی به کمک رایانه سرمایه‌گذاری کرده است. 